# Dommartin (Doubs)
Dommartin – miejscowość i gmina we Francji, w regionie Burgundia-Franche-Comté, w departamencie Doubs.
Według danych na rok 1990 gminę zamieszkiwało 466 osób, a gęstość zaludnienia wynosiła 73 osoby/km² (wśród 1786 gmin Franche-Comté Dommartin plasuje się na 334. miejscu pod względem liczby ludności, natomiast pod względem powierzchni na miejscu 693.).